# پنه

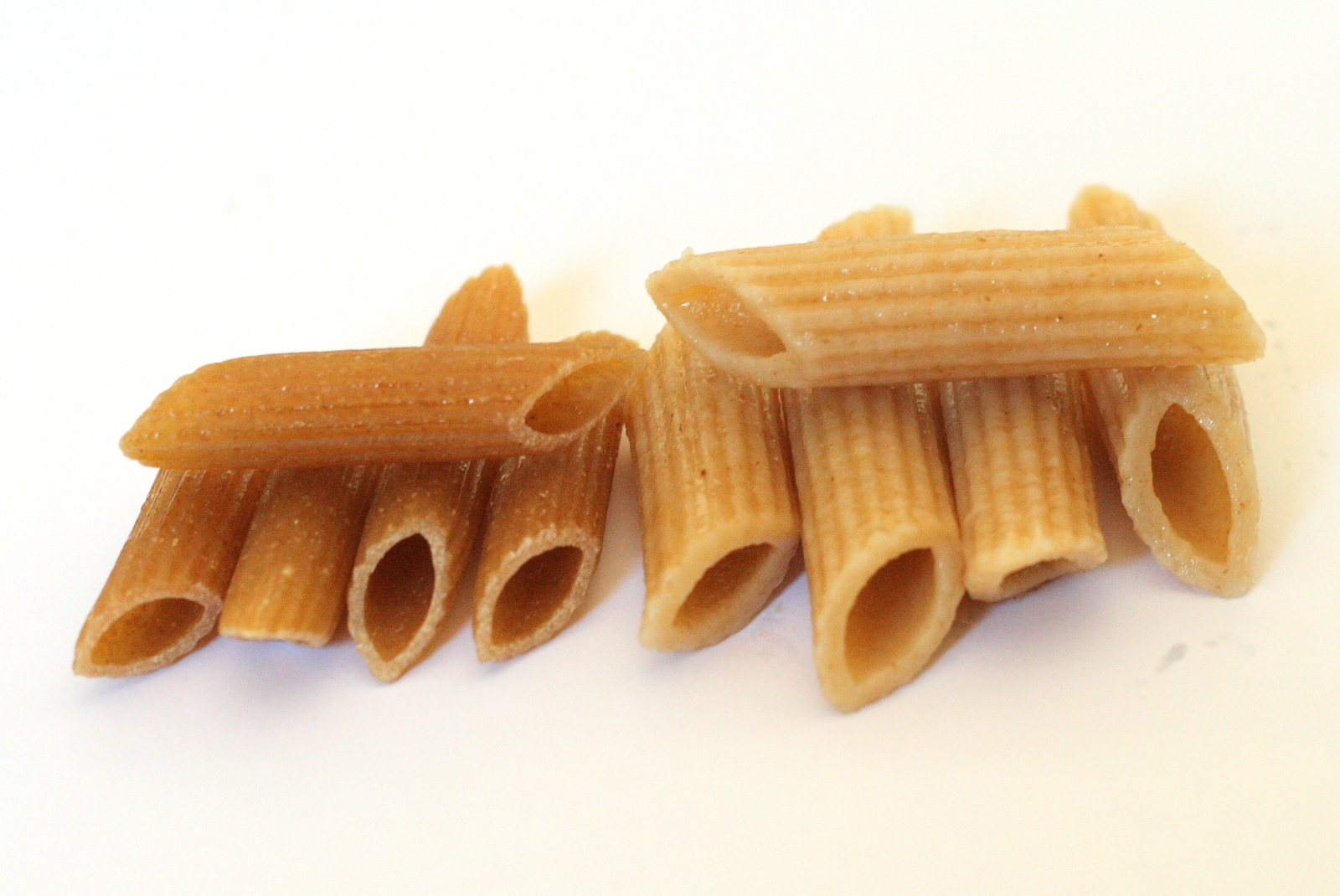
پنه به دو صورت خشک (چپ) و پخته‌شده (راست)

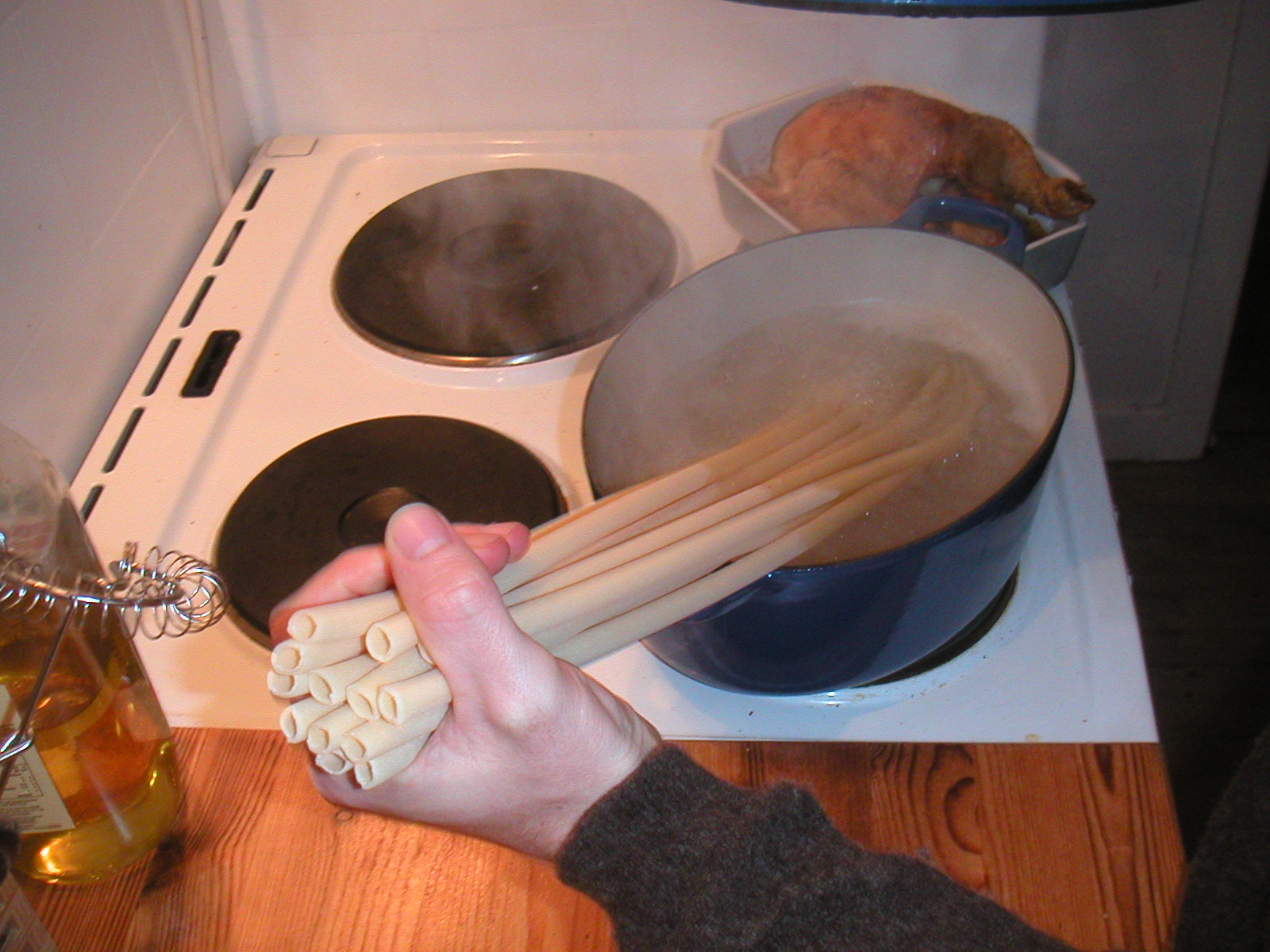
زیتی

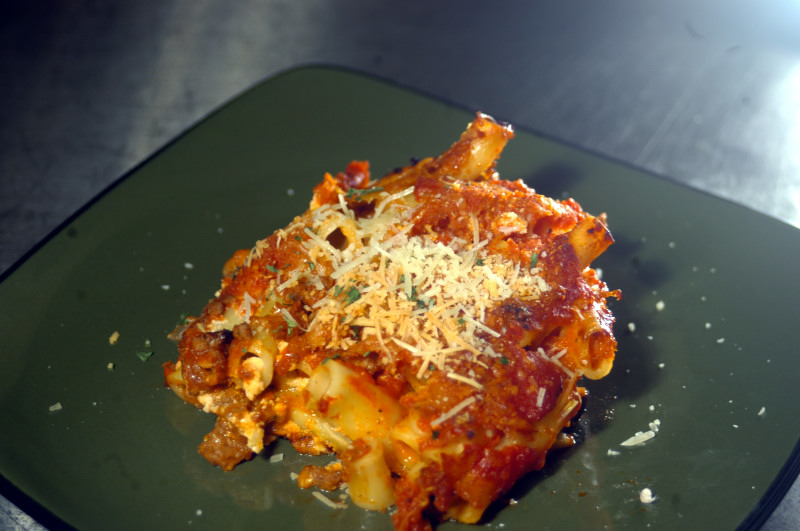
زیتی اجاقی.

پنه (به ایتالیایی: Penne) نوعی پاستای لوله‌ای‌شکل ایتالیایی شبیه به استوانه‌ای بزرگ است که دو سر آن به صورت اریب بریده شده‌است. دو نوع پنه در ایتالیا تولید می‌شود که یکی دارای پوسته‌ای صاف بوده و «پنه لیشه» (lisce به‌معنای صاف) نامیده می‌شود و دیگری شیارهایی بر رویش داشته و «پنه ریگاته» (rigate به‌معنای شیاردار) خوانده می‌شود.

## زیتی
زیتی (Ziti) نوعی پاستای لوله‌ای توخالی است که بافت نرمی دارد و به آن candele (شمع) هم می‌گویند. زیتی به شکل لوله‌های درازی است که برای پختن آن را به چهار قسمت تقسیم می‌کنند. سسی که با زیتی خورده می‌شود معمولاً شامل گوجه‌فرنگی، پنیر، گوشت، سوسیس، قارچ، فلفل، و پیاز است.
زیتی اجاقی یکی از غذاهای ایتالیایی‌تباران آمریکا است و در سریال آمریکایی سوپرانوز نیز صحنه‌های خوردن این غذا مرتباً دیده می‌شود.